# HMS Sceptre (1781)
Pour les autres navires du même nom, voir HMS Sceptre.
Le HMS Sceptre est un vaisseau de ligne de troisième rang, armé de 64 canons, en service dans la Royal Navy à la fin du XVIIIe siècle.

## Conception et construction
Le HMS Sceptre est le quatrième et dernier navire de la classe Inflexible. Commandé le 16 janvier 1779 et construit par le chantier Randall de Rotherhithe à partir de mai 1780, il est lancé le 8 juin 1781. Long de 159 pieds (soit environ 48 m), large de 44 pieds et 4 pouces (soit environ 13,5 m) et d'un tirant d'eau de 18 pieds et 10 pouces (soit environ 5,74 m), il déplace 1 398 tons.
Le pont-batterie principal est armé avec 26 canons de 24 livres et le pont-batterie supérieur avec 26 canons de 18 livres. Le navire embarque de plus 10 canons de 4 livres sur ses bastingages et 2 canons de 9 livres sur son gaillard d'avant. L'ensemble totalise 64 canons et une bordée de 1 150 livres.

## Service actif
Peu après son armement, le navire est envoyé aux Indes pour renforcer l'escadre du vice-amiral Edward Hughes. Il participe aux batailles de Trinquemalay en 1782 et de Gondelour l'année suivante. Peu avant cette dernière, le vaisseau capture la corvette française Naïade, armée de 18 canons et commandée par Louis Thomas Villaret de Joyeuse.
Le HMS Sceptre reprend du service pendant les guerres de la Révolution française. En juin 1795, assisté de vaisseaux de la Compagnie anglaise des Indes orientales, le navire capture une flotte de transports de la Compagnie néerlandaise des Indes orientales au large de Sainte-Hélène.
Le 5 novembre 1799, le vaisseau est amarré dans la baie de la Table, près du Cap, lorsqu'une tempête brise ses ancres et le jette à la côte. Le HMS Sceptre se fracasse sur les rochers, provoquant la mort d'environ 349 marins et marines. Un officier, deux officiers mariniers, 47 hommes d'équipage et un marine atteignent le rivage, mais neuf d'entre eux meurent sur la plage.